# Piña (Panama)
Piña è un comune (corregimiento) della Repubblica di Panama situato nel distretto di Chagres, provincia di Colón. Si estende su una superficie di 29,3 km² e conta una popolazione di 836 abitanti (censimento 2010).